# Caponina longipes
Caponina longipes är en spindelart som beskrevs av Simon 1893. Caponina longipes ingår i släktet Caponina och familjen Caponiidae.
Artens utbredningsområde är Venezuela. Inga underarter finns listade.